# Liga Europy UEFA (2022/2023)/Faza kwalifikacyjna
Artykuł prezentuje szczegółowe dane dotyczące rozegranych meczów które miały na celu wyłonienie 10 drużyn piłkarskich, które wezmą udział w fazie grupowej Ligi Europy UEFA 2022/2023. Faza kwalifikacyjna trwała od 4 do 25 sierpnia 2022.

## Terminarz
Poniżej przedstawiono terminarz rozgrywek (wszystkie losowania odbędą się w siedzibie UEFA w Nyonie).
| Faza         | Runda                        | Data losowania  | Pierwszy mecz    | Drugi mecz       |
| ------------ | ---------------------------- | --------------- | ---------------- | ---------------- |
| Kwalifikacje | Trzecia runda kwalifikacyjna | 18 lipca 2022   | 4 sierpnia 2022  | 11 sierpnia 2022 |
| Play-off     | Play-off                     | 2 sierpnia 2022 | 18 sierpnia 2022 | 25 sierpnia 2022 |

## III runda kwalifikacyjna
W tej rundzie turniej kwalifikacyjny został podzielony na 2 ścieżki – mistrzowską i ligową:
- do startu w III rundzie kwalifikacyjnej w ścieżce mistrzowskiej uprawnionych było 10 drużyn (wszystkie z II rundy kwalifikacji Ligi Mistrzów w ścieżce mistrzowskiej);
- do startu w III rundzie kwalifikacyjnej w ścieżce ligowej uprawnione były 4 drużyny (w tym 2 z II rundy kwalifikacji Ligi Mistrzów w ścieżce ligowej), z czego 2 były rozstawione.

Drużyny, które przegrały w tej rundzie, otrzymały prawo gry w rundzie play-off Ligi Konferencji Europy UEFA.

### Podział na koszyki
W ścieżce mistrzowskiej nie było podziału na koszyki. W ścieżce ligowej zespoły za rozstawione drużyny uznano zespoły, które zaczęły rywalizację od III rundy kwalifikacyjnej, natomiast za nierozstawione uznano zespoły, które odpadły w II rundzie kwalifikacyjnej Ligi Mistrzów UEFA.
Ścieżka mistrzowska:
| Drużyna           | Wsp.   |
| ----------------- | ------ |
| Olympiakos SFP    | 41.000 |
| Malmö FF          | 23.500 |
| NK Maribor        | 14.000 |
| Slovan Bratysława | 13.000 |
| HJK Helsinki      | 8.500  |
| F91 Dudelange     | 8.500  |
| Linfield F.C.     | 7.000  |
| Shamrock Rovers   | 7.000  |
| FC Zürich         | 7.000  |
| KF Shkupi         | 4.500  |

Ścieżka ligowa:
| Drużyny rozstawione    |
| Drużyna                |
| Partizan Belgrad       |
| 1. FC Slovácko         |
| Drużyny nierozstawione |
| Drużyna                |
| AEK Larnaka            |
| Fenerbahçe SK          |

### Pary III rundy kwalifikacyjnej
| Drużyna 1                            | Wynik dwumeczu      | Drużyna 2           | Pierwszy mecz       | Drugi mecz          |                     |
| Ścieżka mistrzowska                  | Ścieżka mistrzowska | Ścieżka mistrzowska | Ścieżka mistrzowska | Ścieżka mistrzowska | Ścieżka mistrzowska |
| ------------------------------------ | ------------------- | ------------------- | ------------------- | ------------------- | ------------------- |
| Malmö FF                             | 5:2                 | F91 Dudelange       | 3:0                 | 2:2                 |                     |
| Shamrock Rovers                      | 5:2                 | KF Shkupi           | 3:1                 | 2:1                 |                     |
| Linfield F.C.                        | 0:5                 | FC Zürich           | 0:2                 | 0:3                 |                     |
| Olympiakos SFP                       | 3:3 (k. 4:3)        | Slovan Bratysława   | 1:1                 | 2:2 (dogr.)         |                     |
| NK Maribor                           | 0:3                 | HJK Helsinki        | 0:2                 | 0:1                 |                     |
| Ścieżka ligowa                       |                     |                     |                     |                     |                     |
| AEK Larnaka                          | 4:3                 | Partizan Belgrad    | 2:1                 | 2:2                 |                     |
| Fenerbahçe SK                        | 4:1                 | 1. FC Slovácko      | 3:0                 | 1:1                 |                     |
| Po lewej gospodarz pierwszego meczu. |                     |                     |                     |                     |                     |

### Pierwsze mecze

#### Ścieżka mistrzowska
| 14 sierpnia 2022 | Malmö FF                                    | 3:0   | F91 Dudelange |                                                            |
| 19:00 CEST       | Thelin 54' · Toivonen 81' · Birmančević 85' | (0:0) |               | Swedbank Stadion, Malmö Widzów: 11 172 Sędzia: Enea Jorgji |

| 24 sierpnia 2022 | Shamrock Rovers                            | 3:1   | KF Shkupi  |                                                                   |
| 21:00 CEST       | Burke 13' (k.) · Watts 29' · O’Neill 90+8' | (2:0) | 77' Putita | Tallaght Stadium, Dublin Widzów: 6 455 Sędzia: Bartosz Frankowski |

| 34 sierpnia 2022 | Linfield F.C. | 0:2   | FC Zürich             |                                                            |
| 20:45 CEST       |               | (0:1) | 8' Tosin · 64' Gnonto | Windsor Park, Belfast Widzów: 3 044 Sędzia: Marco Di Bello |

| 44 sierpnia 2022 | Olympiakos SFP | 1:1   | Slovan Bratysława |                                                                                  |
| 21:00 CEST       | El-Arabi 86'   | (0:0) | 63' Green         | Stadion im. Jeorjosa Karaiskakisa, Pireus Widzów: 15 585 Sędzia: Lawrence Visser |

| 54 sierpnia 2022 | NK Maribor | 0:2   | HJK Helsinki               |                                                                   |
| 20:15 CEST       |            | (0:0) | 47' Browne · 64' Radulović | Stadion Ljudski vrt, Maribor Widzów: 6 000 Sędzia: Georgi Kabakow |

#### Ścieżka ligowa
| 14 sierpnia 2022 | AEK Larnaka                | 2:1   | Partizan Belgrad |                                                                                  |
| 18:00 CEST       | García 34' · Miličević 70' | (1:1) | 18' Menig        | AEK Arena – Georgios Karapatakis, Larnaka Widzów: 4 250 Sędzia: Andris Treimanis |

| 24 sierpnia 2022 | Fenerbahçe SK                | 3:0   | 1. FC Slovácko |                                                                          |
| 19:00 CEST       | Mor 17' · Lincoln 45+2', 81' | (2:0) |                | Fenerbahçe Şükrü Saracoğlu, Stambuł Widzów: 35 536 Sędzia: João Pinheiro |

### Rewanże

#### Ścieżka mistrzowska
| 111 sierpnia 2022 | F91 Dudelange          | 2:2   | Malmö FF                 |                                                                       |
| 20:00 CEST        | Hadji 56' · Sinani 61' | (0:0) | 50' Turay · 52' Toivonen | Stade de Luxembourg, Luksemburg Widzów: 898 Sędzia: Ricardo de Burgos |

| 29 sierpnia 2022 | KF Shkupi      | 1:2   | Shamrock Rovers          |                                                                                 |
| 21:00 CEST       | Adetunji 90+4' | (0:0) | 65' Gaffney · 85' Emakhu | Nacionałna Arena „Tosze Proeski”, Skopje Widzów: 4 870 Sędzia: Aleksei Kulbakov |

| 311 sierpnia 2022 | FC Zürich                      | 3:0   | Linfield F.C. |                                                              |
| 19:00 CEST        | Avdijaj 11', 26' · Santini 84' | (2:0) |               | Letzigrund Stadion, Zurych Widzów: 7 904 Sędzia: Harm Osmers |

| 411 sierpnia 2022 | Slovan Bratysława                                  | 2:2 (pd.)               | Olympiakos SFP                                     |                                                                           |
| 20:30 CEST        | Šaponjić 90+4' · Green 108'                        | (0:0, 1:1, 1:2, k. 3:4) | 54' Zinckernagel · 101' A. Camara                  | Národný futbalový štadión, Bratysława Widzów: 18 133 Sędzia: Glenn Nyberg |
| 20:30 CEST        | · Ramírez · Šaponjić · Kucka · Green · Czakwetadze | Rzuty karne             | · Kunde · Bouchalakis · Masuras · Ávila · Valbuena | Národný futbalový štadión, Bratysława Widzów: 18 133 Sędzia: Glenn Nyberg |

| 511 sierpnia 2022 | HJK Helsinki | 1:0   | NK Maribor |                                                           |
| 18:00 CEST        | Hostikka 54' | (0:0) |            | Bolt Arena, Helsinki Widzów: 6 487 Sędzia: Tobias Stieler |

#### Ścieżka ligowa
| 111 sierpnia 2022 | Partizan Belgrad | 2:2   | AEK Larnaka             |                                                                         |
| 21:00 CEST        | Ricardo 24', 54' | (1:0) | 51' Gyurcsó · 57' Faraj | Stadion Partizana, Belgrad Widzów: 10 802 Sędzia: José Sánchez Martínez |

| 211 sierpnia 2022 | 1. FC Slovácko | 1:1   | Fenerbahçe SK | |
| 19:00 CEST        | Šašinka 58'    | (0:0) | 56' Dursun    | Městský fotbalový stadion Miroslava Valenty, Uherské Hradiště Widzów: 6 520 Sędzia: Nikola Dabanović |

## Runda play-off
Do startu w rundzie play-off uprawnionych było 20 drużyn (w tym 7 z poprzedniej rundy oraz 6 z III rundy kwalifikacji Ligi Mistrzów w ścieżce mistrzowskiej).
Drużyny, które przegrały w tej rundzie, otrzymały prawo gry w fazie grupowej Ligi Konferencji Europy UEFA.

### Podział na koszyki
W rundzie play-off drużyny zostały podzielone na 4 koszyki bez rozstawień:
- Koszyk 1: 6 drużyn, które zaczęły rywalizację w tej rundzie.
- Koszyk 2: 6 drużyn z III rundy kwalifikacji Ligi Mistrzów w ścieżce mistrzowskiej.
- Koszyk 3: 5 drużyn, które wygrały w poprzedniej rundzie w ścieżce mistrzowskiej.
- Koszyk 4: 2 drużyny, które wygrały w poprzedniej rundzie w ścieżce ligowej oraz 1 drużyna, która zaczęła rywalizację w tej rundzie z najgorszej federacji, według współczynnika UEFA, z której drużyna zaczyna rywalizację od tej rundy, czyli Cypru.

| Grupa 1             |
| Drużyna             |
| ------------------- |
| KAA Gent            |
| Austria Wiedeń      |
| Heart of Midlothian |
| Sivasspor           |
| SK Dnipro-1         |
| Silkeborg IF        |

| Grupa 2           |
| Drużyna           |
| ----------------- |
| Apollon Limassol  |
| Ferencvárosi TC   |
| Łudogorec Razgrad |
| Sheriff Tyraspol  |
| Žalgiris Wilno    |
| Piunik Erywań     |

| Grupa 3         |
| Drużyna         |
| --------------- |
| Malmö FF        |
| Shamrock Rovers |
| FC Zürich       |
| Olympiakos SFP  |
| HJK Helsinki    |

| Grupa 4        |
| Drużyna        |
| -------------- |
| Omonia Nikozja |
| AEK Larnaka    |
| Fenerbahçe SK  |

### Pary rundy play-off
| Drużyna 1                            | Wynik dwumeczu | Drużyna 2           | Pierwszy mecz | Drugi mecz  |
| ------------------------------------ | -------------- | ------------------- | ------------- | ----------- |
| SK Dnipro-1                          | 1:5            | AEK Larnaka         | 1:2           | 0:3         |
| KAA Gent                             | 0:4            | Omonia Nikozja      | 0:2           | 0:2         |
| Austria Wiedeń                       | 1:6            | Fenerbahçe SK       | 0:2           | 1:4         |
| FC Zürich                            | 3:1            | Heart of Midlothian | 2:1           | 1:0         |
| HJK Helsinki                         | 2:1            | Silkeborg IF        | 1:0           | 1:1         |
| Malmö FF                             | 5:1            | Sivasspor           | 3:1           | 2:0         |
| Ferencvárosi TC                      | 4:1            | Shamrock Rovers     | 4:0           | 0:1         |
| Apollon Limassol                     | 2:2 (k. 1:3)   | Olympiakos SFP      | 1:1           | 1:1 (dogr.) |
| Piunik Erywań                        | 0:0 (k. 2:3)   | Sheriff Tyraspol    | 0:0           | 0:0 (dogr.) |
| Łudogorec Razgrad                    | 4:3            | Žalgiris Wilno      | 1:0           | 3:3 (dogr.) |
| Po lewej gospodarz pierwszego meczu. |                |                     |               |             |

### Pierwsze mecze
| 118 sierpnia 2022 | SK Dnipro-1 | 1:2   | AEK Larnaka                    |                                                                       |
| 20:00 CEST        | Swatok 90'  | (0:2) | 16' Altman · 29' (sam.) Swatok | Košická futbalová aréna, Koszyce Widzów: 3 450 Sędzia: Tobias Stieler |

| 218 sierpnia 2022 | KAA Gent | 0:2   | Omonia Nikozja                |                                                             |
| 20:30 CEST        |          | (0:1) | 19' Charalambous · 76' Barker | Ghelamco Arena, Gandawa Widzów: 10 496 Sędzia: Irfan Peljto |

| 318 sierpnia 2022 | Austria Wiedeń | 0:2   | Fenerbahçe SK        |                                                                  |
| 21:00 CEST        |                | (0:1) | 8' King · 89' Dursun | Franz Horr Stadion, Wiedeń Widzów: 14 000 Sędzia: Daniel Siebert |

| 418 sierpnia 2022 | FC Zürich                   | 2:1   | Heart of Midlothian |                                                                |
| 19:00 CEST        | Guerrero 32' · Džemaili 34' | (2:1) | 22' (k.) Shankland  | Kybunpark, St. Gallen Widzów: 7 958 Sędzia: Bartosz Frankowski |

| 518 sierpnia 2022 | HJK Helsinki | 1:0   | Silkeborg IF |                                                                 |
| 18:00 CEST        | Browne 80'   | (0:0) |              | Telia 5G – Areena, Helsinki Widzów: 8 237 Sędzia: João Pinheiro |

| 618 sierpnia 2022 | Malmö FF                                      | 3:1   | Sivasspor |                                                               |
| 19:00 CEST        | Zeidan 18' · Christiansen 37' · Moisander 68' | (2:1) | 30' James | Swedbank Stadion, Malmö Widzów: 12 167 Sędzia: William Collum |

| 718 sierpnia 2022 | Ferencvárosi TC                            | 4:0   | Shamrock Rovers |                                                               |
| 18:30 CEST        | Auzqui 13' · Traoré 34', 48' · Civić 90+3' | (2:0) |                 | Groupama Aréna, Budapeszt Widzów: 15 239 Sędzia: Glenn Nyberg |

| 818 sierpnia 2022 | Apollon Limassol | 1:1   | Olympiakos SFP |                                                                   |
| 19:00 CEST        | Janga 18'        | (1:1) | 28' Hwang      | Stadion GSP, Nikozja Widzów: 10 479 Sędzia: José Sánchez Martínez |

| 918 sierpnia 2022 | Piunik Erywań | 0:0   | Sheriff Tyraspol | |
| 19:00 CEST        |               | (0:0) |                  | Stadion Republikański im. Wazgena Sarkisjana, Erywań Widzów: 9 000 Sędzia: Alejandro Hernández Hernández |

| 1018 sierpnia 2022 | Łudogorec Razgrad     | 1:0   | Žalgiris Wilno |                                                              |
| 19:45 CEST         | Tatomirović 2' (sam.) | (1:0) |                | Łudogorec Arena, Razgrad Widzów: 4 951 Sędzia: Ivan Kružliak |

### Rewanże
| 125 sierpnia 2022 | AEK Larnaka                            | 3:0   | SK Dnipro-1 |                                                       |
| 18:00 CEST        | Gyurcsó 21' · Lopes 45' · Englezou 78' | (2:0) |             | AEK Arena, Larnaka Widzów: 4 893 Sędzia: Davide Massa |

| 225 sierpnia 2022 | Omonia Nikozja                   | 2:0   | KAA Gent |                                                            |
| 19:00 CEST        | Kakoullis 18' · Charalambous 36' | (2:0) |          | Stadion GSP, Nikozja Widzów: 17 002 Sędzia: Georgi Kabakow |

| 325 sierpnia 2022 | Fenerbahçe SK                              | 4:1   | Austria Wiedeń |                                                                              |
| 19:00 CEST        | Yüksek 12' · Kahveci 44', 70' · Yandaş 79' | (2:1) | 45+1' Martins  | Fenerbahçe Şükrü Saracoğlu, Stambuł Widzów: 35 350 Sędzia: Jesús Gil Manzano |

| 425 sierpnia 2022 | Heart of Midlothian | 0:1   | FC Zürich  |                                                                     |
| 21:00 CEST        |                     | (0:0) | 80' Rohner | Tynecastle Stadium, Edynburg Widzów: 17 225 Sędzia: Lawrence Visser |

| 525 sierpnia 2022 | Silkeborg IF | 1:1   | HJK Helsinki  |                                                             |
| 18:30 CEST        | Felix 75'    | (0:1) | 40' Abubakari | JYSK park, Silkeborg Widzów: 6 334 Sędzia: Maurizio Mariani |

| 625 sierpnia 2022 | Sivasspor | 0:2   | Malmö FF                     |                                                           |
| 19:00 CEST        |           | (0:0) | 76' Birmančević · 90' Thelin | Sivas Arena, Sivas Widzów: 16 873 Sędzia: Srđan Jovanović |

| 725 sierpnia 2022 | Shamrock Rovers | 1:0   | Ferencvárosi TC |                                                                  |
| 21:00 CEST        | Lyons 89'       | (0:0) |                 | Tallaght Stadium, Dublin Widzów: 7 163 Sędzia: François Letexier |

| 825 sierpnia 2022 | Olympiakos SFP                               | 1:1 k. 3:1    | Apollon Limassol                   |                                                                                 |
| 21:00 CEST        | Masuras 2'                                   | (1:0, k. 3:1) | 90' Pittas                         | Stadion im. Jeorjosa Karaiskakisa, Pireus Widzów: 20 054 Sędzia: Sandro Schärer |
| 21:00 CEST        | · M’Vila · De la Fuente · Ávila · Ranđelović | Rzuty karne   | · Kyriakou · Pittas · Ongenda · Ba | Stadion im. Jeorjosa Karaiskakisa, Pireus Widzów: 20 054 Sędzia: Sandro Schärer |

| 925 sierpnia 2022 | Sheriff Tyraspol                                 | 0:0 (pd.)               | Piunik Erywań                                                           |                                                                |
| 19:00 CEST        |                                                  | (0:0, 0:0, 0:0, k. 3:2) |                                                                         | Stadion Zimbru, Kiszyniów Widzów: 6 154 Sędzia: Andreas Ekberg |
| 19:00 CEST        | · Tejan · Ambri · Diop · Kpozo · Kiki · Radeljić | Rzuty karne             | · Harutyunyan · Daszian · Zambrano · Gareginyan · Wakułenko · Kovalenko | Stadion Zimbru, Kiszyniów Widzów: 6 154 Sędzia: Andreas Ekberg |

| 1025 sierpnia 2022 | Žalgiris Wilno                      | 3:3 (pd.)       | Łudogorec Razgrad                  |                                                      |
| 18:00 CEST         | Ourega 1' · Buff 16' · Oliveira 63' | (2:1, 3:2, 3:2) | 8', 57' Tissera · 120' (k.) Verdon | Stadion LFF, Wilno Widzów: 4 601 Sędzia: Harm Osmers |